# Řád zambijského orla
Řád zambijského orla (anglicky: Order of the Eagle of Zambia) je nejvyšší státní vyznamenání Zambijské republiky založené roku 1965.

## Historie
Řád byl založen po vzoru britských vyznamenání zákonem č. 347 ze dne 23. října 1965.

## Třídy
Řád je udílen ve čtyřech řádných třídách a v jedné speciální třídě:
- řetěz
- velkokomtur (GCEZ) – Řádový odznak se nosí na široké stuze s padající z ramene na protilehlý bok. Řádová hvězda se nosí na hrudi.
- velkodůstojník (GOEZ) – Řádový odznak se nosí na stuze kolem krku.
- komtur (OEZ) – Řádový odznak se nosí zavěšený na stuze na hrudi.
- člen (MEZ) – Řádový odznak se nosí zavěšený na stuze na hrudi.

## Insignie
Řádový odznak má tvar osmicípé hvězdy s cípy složenými z paprsků. Uprostřed je velký kulatý medailon s reliéfem orla s roztaženými křídly na černě smaltovaném pozadí. Vnější okraj medailonu tvoří červeně smaltovaný kruh s vepsaným názvem řádu ORDER OF THE v horní polovině a EAGLE OF ZAMBIA ve spodní polovině medaile. Do prostoru mezi oběma částmi nápisu zasahují křídla orla. Ke stuze či řetězu je odznak připojen pomocí přechodového článku ve tvaru orla s roztaženými křídly.
Řádový řetěz se skládá z velkého zlatého řetězu který tvoří jedenáct článků ve tvaru orla s roztaženými křídly, které jsou spolu spojeny dvojitým řetízkem. V místě kde se k řetězu připojuje řádový odznak je v řetězu velký článek ve tvaru státního znaku Zambie.
Řádová hvězda má tvar sedmicípé hvězdy, na které je stejný motiv orla s roztaženými křídly jako je tomu u řádového odznaku a s odznakem se shoduje i celkový vzhled středového medailonu.
Stuhu z hedvábného moaré tvoří dva stejně široké pruhy fialové a černé barvy.